# Romanowsky-Färbung

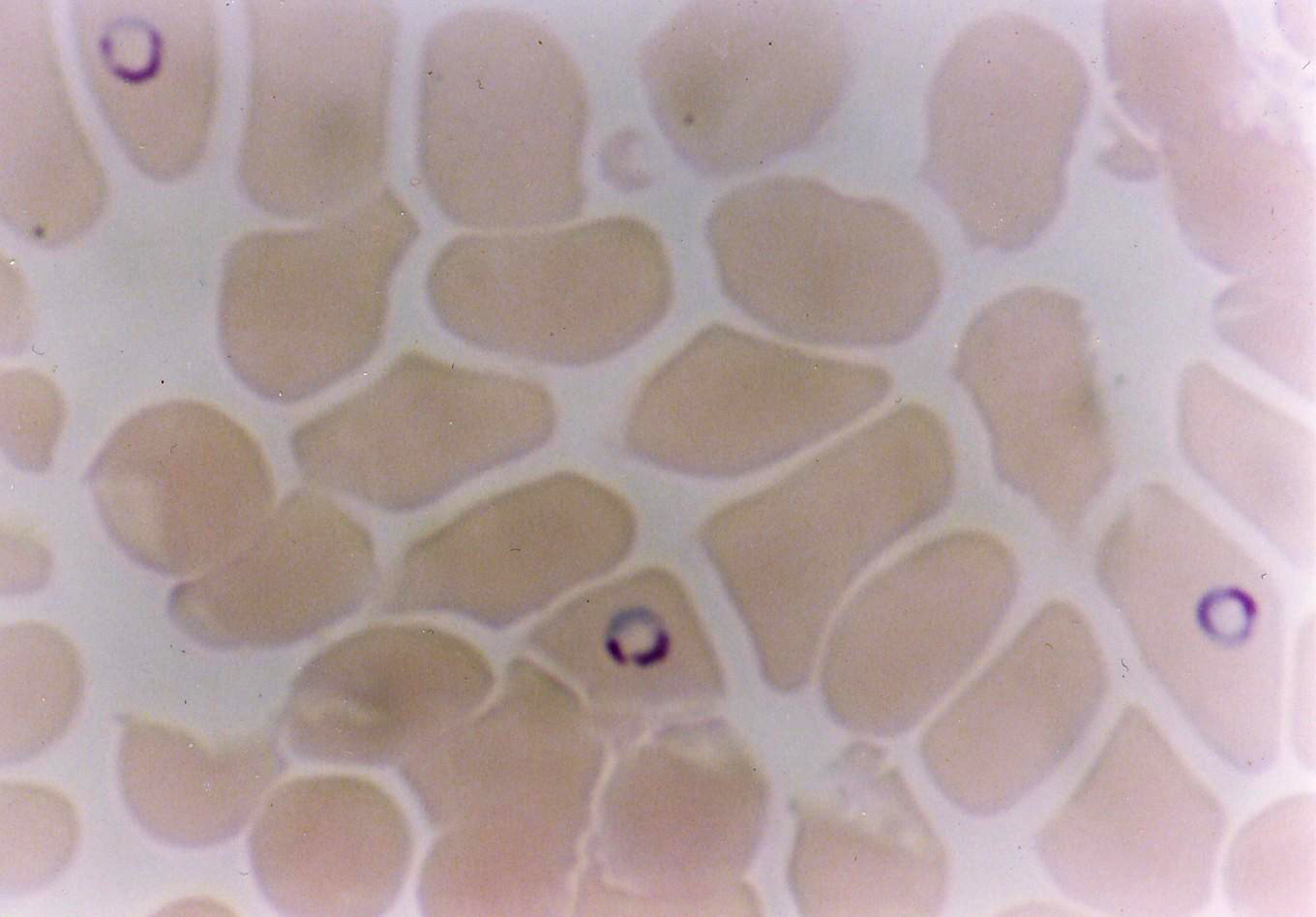
Plasmodium falciparum-Infektion

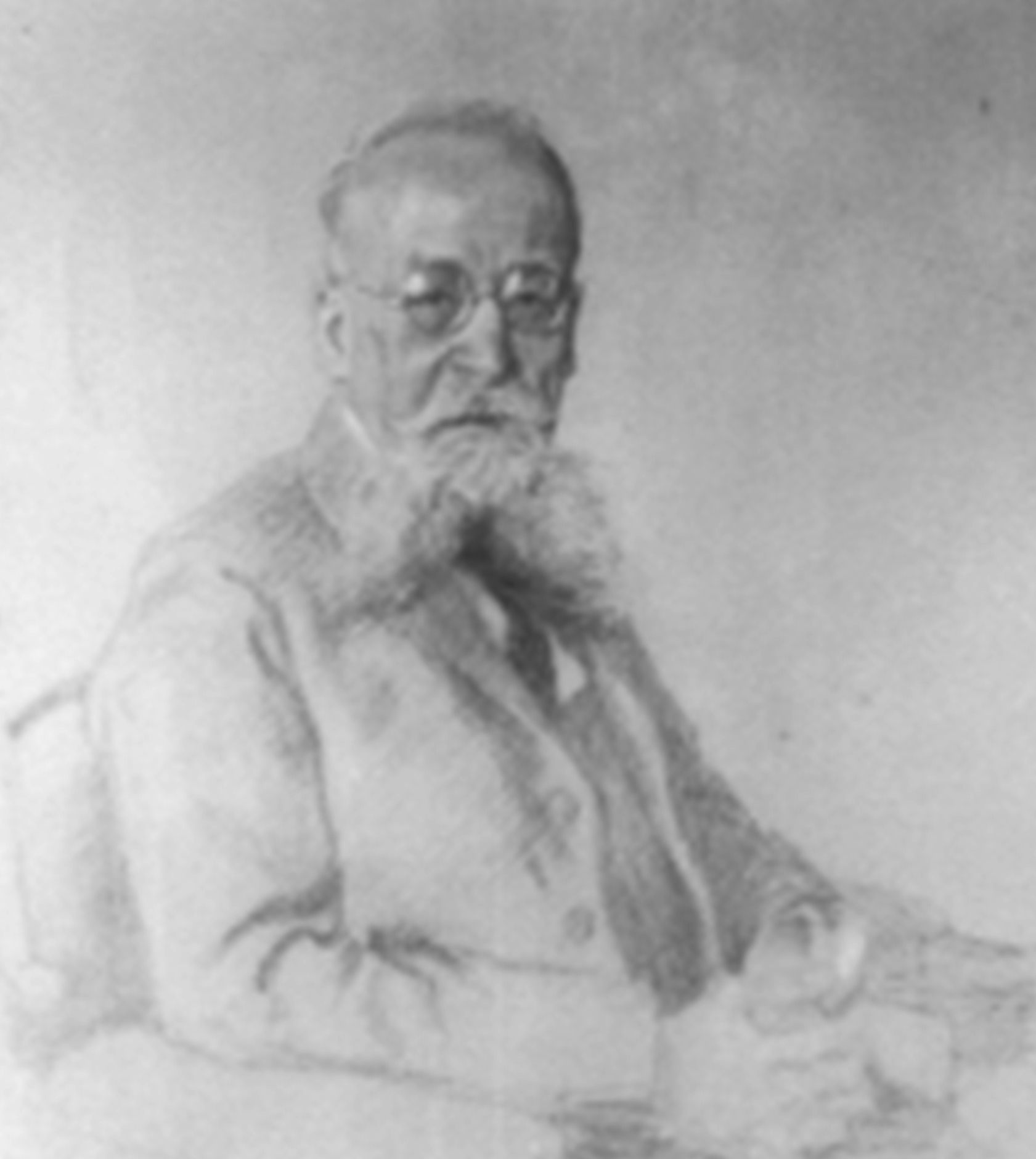
Ernst Malachowski

Als Romanowsky-Färbung bezeichnet man die Färbung von Blutparasiten, besonders Plasmodien im Blutausstrich und „Dicken Tropfen“. Heute wird die Romanowsky-Färbung weiterentwickelt als Giemsa-Romanowsky-Färbung angewandt. Prinzip der Färbung ist die Kombination basischer kationischer und saurer anionischer Farbstoffe. Romanowsky entwickelte diese Färbung Ende des 19. Jahrhunderts und verwendete gereiftes Methylenblau und Eosin. Damit färben sich der Zellkern der Plasmodien purpurfarben und das Cytoplasma blau. Giemsa verwendete Methyl-Azur und Eosin.
Weitere Varianten sind die Wright-Färbung und die Pappenheim-Färbung.